# Lijst van rijksmonumenten in Hembrug
De buurt Hembrug in Zaandam telt 35 inschrijvingen in het rijksmonumentenregister. Hieronder een overzicht.
| Object                                                                               | Oorspronkelijke functie? | Bouwjaar             | Architect | Locatie                                 | Coördinaten?                  | Nr.?   | Afbeelding                                                                          |
| ------------------------------------------------------------------------------------ | ------------------------ | -------------------- | --------- | --------------------------------------- | ----------------------------- | ------ | ----------------------------------------------------------------------------------- |
| Hembrugterrein: Gebouw 41 (bureelgebouw munitiefabriek)                              | Militair verblijfsgebouw | 1897-1900            |           | Hemkade 12-14                           | 52° 25' 18" NB, 4° 49' 54" OL | 518031 | Hembrugterrein: Gebouw 41 (bureelgebouw munitiefabriek)                             |
| Hembrugterrein: Gebouw 8 (wapendepot)                                                | Militaire opslagplaats   | 1899                 |           | Kardoes 7-15, Affuitenhal 4             | 52° 25' 20" NB, 4° 49' 50" OL | 518032 | Hembrugterrein: Gebouw 8 (wapendepot)                                               |
| Hembrugterrein: Gebouw 14 (magazijn)                                                 | Militaire opslagplaats   | 1901                 |           | Affuitenhal 1-5                         | 52° 25' 20" NB, 4° 49' 50" OL | 518033 | Hembrugterrein: Gebouw 14 (magazijn)                                                |
| Hembrugterrein: Gebouw 43 (magazijn)                                                 | Opslag                   | 1895-1897            |           | Middenweg 83-85                         | 52° 25' 18" NB, 4° 49' 54" OL | 518034 | Hembrugterrein: Gebouw 43 (magazijn)                                                |
| Hembrugterrein: Gebouw 56 (afdak voor gietkasten)                                    | Opslag                   | 1896                 |           | Valtoren 8                              | 52° 25' 18" NB, 4° 49' 54" OL | 518035 | Hembrugterrein: Gebouw 56 (afdak voor gietkasten)                                   |
| Hembrugterrein: Gebouw 69 (munitiemagazijn "kleine boerderij")                       | Militaire opslagplaats   | 1901                 |           | Valtoren 22,24,26                       | 52° 25' 20" NB, 4° 50' 5" OL  | 518036 | Hembrugterrein: Gebouw 69 (munitiemagazijn "kleine boerderij")                      |
| Hembrugterrein: Gebouw 85 (munitiemagazijn "grote boerderij")                        | Militaire opslagplaats   | 1901-1905            |           | Valtoren 16,18,20,28                    | 52° 25' 20" NB, 4° 50' 5" OL  | 518037 | Hembrugterrein: Gebouw 85 (munitiemagazijn "grote boerderij")                       |
| Hembrugterrein: Gebouw 217 (fabricagegebouw voor optische instrumenten)              | Industrie                | 1916-1921            |           | Kanonnenloods 24                        | 52° 25' 20" NB, 4° 49' 50" OL | 518038 | Hembrugterrein: Gebouw 217 (fabricagegebouw voor optische instrumenten)             |
| Hembrugterrein: Gebouw 290/336 (montagehal)                                          | Industrie                | 1931-1936            |           | Affuitenhal 6,8,10, Kanonnenloods 19,21 | 52° 25' 20" NB, 4° 49' 50" OL | 518039 | Hembrugterrein: Gebouw 290/336 (montagehal)                                         |
| Hembrugterrein: Gebouw 316 (was- en kleedlokaal)                                     | Sport en recreatie       | 1936-1941            |           | Harderij 5,7,9,11                       | 52° 25' 20" NB, 4° 49' 50" OL | 518040 | Hembrugterrein: Gebouw 316 (was- en kleedlokaal)                                    |
| Hembrugterrein: Gebouw 320 (machinehal)                                              | Industrie                | 1936-1941            |           | Artillerieweg 27, Kanonnenloods 20,22   | 52° 25' 20" NB, 4° 49' 50" OL | 518041 | Hembrugterrein: Gebouw 320 (machinehal)                                             |
| Hembrugterrein: aarden wallen                                                        | 'Niet van Toepassing'    |                      |           | Sectorpark Zaandam en het B-cluster     | 52° 25' 31" NB, 4° 50' 4" OL  | 527730 | Hembrugterrein: aarden wallen                                                       |
| Hembrugterrein: waterlopen                                                           | Bomvrij militair object  | 1939                 |           | Sectorpark Zaandam en het B-cluster     | 52° 25' 25" NB, 4° 50' 4" OL  | 528452 | Upload foto                                                                         |
| Hembrugterrein: schokbos, genaamd Kleibos                                            | 'Niet van Toepassing'    | 1902                 |           | Bij en rondom het B-cluster             | 52° 25' 24" NB, 4° 50' 4" OL  | 530305 | Hembrugterrein: schokbos, genaamd Kleibos                                           |
| Hembrugterrein: ketelcentrale (gebouw 218)                                           | Industrie                | 1930                 |           | Ketelhuis 2,4,6,8                       | 52° 25' 18" NB, 4° 49' 47" OL | 530306 | Hembrugterrein: ketelcentrale (gebouw 218)                                          |
| Hembrugterrein: gebouw 270 met houten valtoren                                       | Industrie                | 1925                 |           | Valtoren 10                             | 52° 25' 18" NB, 4° 50' 11" OL | 530307 | Upload foto                                                                         |
| Hembrugterrein: overslagloods (gebouw 341)                                           | Industrie                | 1935                 |           | Verloren Spoor 1                        | 52° 25' 17" NB, 4° 49' 45" OL | 530308 | Hembrugterrein: overslagloods (gebouw 341)                                          |
| Hembrugterrein: schuilbunker (gebouw 382)                                            | Bomvrij militair object  | 1939                 |           | Bij Vulhuis 2                           | 52° 25' 14" NB, 4° 50' 20" OL | 530309 | Upload foto                                                                         |
| Hembrugterrein: Munitiemagazijn M6 (gebouw 298)                                      | Militaire opslagplaats   | 1917 (verbouwd 1932) |           | Sectorpark 4                            | 52° 25' 31" NB, 4° 50' 6" OL  | 530310 | Upload foto                                                                         |
| Hembrugterrein: Munitiemagazijn M7 (gebouw 300)                                      | Militaire opslagplaats   | 1917 (verbouwd 1932) |           | Sectorpark 3                            | 52° 25' 32" NB, 4° 50' 5" OL  | 530311 | Hembrugterrein: Munitiemagazijn M7 (gebouw 300)                                     |
| Hembrugterrein: Munitiemagazijn M8 (gebouw 299)                                      | Militaire opslagplaats   | 1917 (verbouwd 1932) |           | Sectorpark 5                            | 52° 25' 30" NB, 4° 50' 4" OL  | 530312 | Upload foto                                                                         |
| Hembrugterrein: Munitiemagazijn M9 (gebouw 301)                                      | Militaire opslagplaats   | 1917 (verbouwd 1932) |           | Sectorpark 2                            | 52° 25' 31" NB, 4° 50' 3" OL  | 530313 | Upload foto                                                                         |
| Hembrugterrein: Schaftlokaal A8 (gebouw 138) en was- en kleedlokaal A9 (gebouw 137)  | Handel en kantoor        | 1916 - 1921          |           | Wagenmakerij 7 en 8                     | 52° 25' 27" NB, 4° 50' 6" OL  | 530314 | Hembrugterrein: Schaftlokaal A8 (gebouw 138) en was- en kleedlokaal A9 (gebouw 137) |
| Hembrugterrein: Werkplaatsgebouw A11 (gebouwen133/167/168)                           | Industrie                | 1916 - 1921          |           | Wagenmakerij 1                          | 52° 25' 29" NB, 4° 50' 6" OL  | 530315 | Upload foto                                                                         |
| Hembrugterrein: Sasgebouw B1 (gebouw 103)                                            | Industrie                | 1916                 |           | Draaibank 5                             | 52° 25' 23" NB, 4° 50' 7" OL  | 530316 | Upload foto                                                                         |
| Hembrugterrein: Perserij B4 (gebouw 272F)                                            | Industrie                | 1930                 |           | Draaibank 2                             | 52° 25' 24" NB, 4° 50' 5" OL  | 530317 | Upload foto                                                                         |
| Hembrugterrein: Productie- en beproevingsgebouw B5 (gebouw 272A)                     | Industrie                | 1930                 |           | Draaibank 3                             | 52° 25' 24" NB, 4° 50' 8" OL  | 530318 | Upload foto                                                                         |
| Hembrugterrein: Valproevengebouw B6 (gebouw 272B)                                    | Industrie                | 1930                 |           | Bij Draaibank 3                         | 52° 25' 25" NB, 4° 50' 8" OL  | 530319 | Upload foto                                                                         |
| Hembrugterrein: Schudproevengebouw B7 (gebouw 272C)                                  | Industrie                | 1930                 |           | Bij Draaibank 3                         | 52° 25' 25" NB, 4° 50' 7" OL  | 530320 | Upload foto                                                                         |
| Hembrugterrein: Schudproevengebouw B8 (gebouw 272D)                                  | Industrie                | 1930                 |           | Bij Draaibank 3                         | 52° 25' 25" NB, 4° 50' 6" OL  | 530321 | Upload foto                                                                         |
| Hembrugterrein: Buskruitmagazijn B9-B10 (gebouw 106)                                 | Militaire opslagplaats   | 1914-1915            |           | Betondorp 1                             | 52° 25' 25" NB, 4° 50' 0" OL  | 530322 | Upload foto                                                                         |
| Hembrugterrein: Magazijn voor springstoffen B11 (gebouw 107)                         | Militaire opslagplaats   | 1914-1915            |           | Betondorp 3                             | 52° 25' 25" NB, 4° 49' 59" OL | 530323 | Upload foto                                                                         |
| Hembrugterrein: Magazijn voor monsters van buskruit en schietkatoen B12 (gebouw 108) | Militaire opslagplaats   | 1914-1915            |           | Betondorp 5                             | 52° 25' 26" NB, 4° 49' 59" OL | 530324 | Upload foto                                                                         |
| Hembrugterrein: Garage A3 (gebouw 281)                                               | Militaire opslagplaats   | 1930                 |           | Oliekokerij 1-27 (oneven)               | 52° 25' 23" NB, 4° 50' 11" OL | 530325 | Upload foto                                                                         |